# Rubel clearingowy
Rubel clearingowy (ros. Клиринговый рубль) – jednostka rozliczeniowa krajów tzw. „bloku wschodniego” o parytecie zgodnym z parytetem rubla radzieckiego (0,987412 gramów złota). Używana do rozliczeń dwustronnych umów clearingowych od lat 50. XX wieku. 
Na początku 1964 r. rubla clearingowego zastępować zaczął rubel transferowy oparty na tym samym parytecie, ale teoretycznie przynajmniej, mający być walutą rozliczeniową w clearingu wielostronnym. Ten pierwszy pozostał podstawową jednostką rozliczeniową transakcji dwustronnych pomiędzy krajami bloku wschodniego niebędącymi członkami RWPG. 
Narodowy Bank Polski określa kurs rubla clearingowego. W marcu 2022 roku jego średni poziom wynosił 0,21 złotego i służył do rozliczania transakcji z Albanią i Koreą Północną.